# Júnior Futbol Club
El Junior Futbol Club (Júnior FC) és un club esportiu de la ciutat de Sant Cugat del Vallès, destacant actualment en la pràctica de l'hoquei sobre herba, el futbol, el tennis, i el pàdel.
El club és sobretot rellevant per la programació operística que alguns socis varen portar a terme sota la direcció de Josep Sabater entre els anys 1931 i 1969.

## Història
Sota el nom inicial de "Sarrià F.C", es va constituir el dia 1 de desembre de 1917 el que ara rep el nom de Junior Football Club. Chopitea, Caróggio i Socies, Prats, Hastings, Serrahima, López de Sagredo i Ferrater són les famílies que van fundar el club.
Mentre Maurici Serrahima s'encarregà de la presidència, Jordi López de Sagerdo va exercir de secretari. Uns mesos més tard, el gener de 1918, un cop es va reunir la Junta Directiva per primer cop, es van decidir els colors de la samarreta oficial del Club, blanca amb quatre ratlles vermelles. Per una altra banda també es va realitzar un concurs per decidir el nom definitiu del club, “Junior Football Club”, proposta de Jordi López de Sagredo.
Manuel Thió, el capdavant d'una comissió, encarregar-se voluntàriament de redactar els primers estatuts del club, a l'octubre de 1919.
Un dels socis, Maurici Serrahima, va oferir el seu jardí com a primer camp del club. A causa de les petites dimensions del pati i el manteniment que requeria, es va haver de jugar durant uns quants anys a camps contraris. Finalment, els socis van trobar el camp de la Diagonal, on van passar uns quants anys abans que una empresa constructora comprés el terreny de joc.
Des de llavors, es va iniciar la recerca d'un nou camp. Finalment, van trobar un a 17 kilòmetres de casa, a l'altra banda de la Serra de Collserola. El nou camp a Sant Cugat del Vallès va convertir-se en el nou temple dels jugadors del Junior F.C.

## Seccions esportives
- Atletisme: Un dels fundadors del club, Joan Serrahima, va aconseguir ser olímpic amb la participació en les olimpíades d'Amsterdam de 1928. L'actual estadi Joan Serrahima de Montjuïc porta el seu nom. També destacà a la secció en Lluís Pratsmarsó que va aconseguir el record d'Espanya de 1500 metres. Actualment es manté una secció de running.
- Bàsquet: La secció es consolida l'any 1967 amb la creació de l'equip femení.Actualment sense practicants.
- Bridge: Secció creada el 1944-45.
- Futbol: És la secció fundadora del club. Durant les temporades de 1956 a 1958, l'equip del Junior es va mantenir com a campió de Catalunya d'aficionats.
- Frontó: Creada el 3 de juliol de 1921.
- Hoquei herba: Una de les seccions més importants del club que ha aportat esportistes olímpics a Londres (1948); Mèxic (1968); Barcelona (1992); Atlanta (1996) i Pequín (2008) Destaca la secció femenina, campiona de la Copa de la Reina les temporades 1987/88 i 2020/21.
- Pàdel: Consolidada l'any 1995. Actualment una de les més nombroses del club.
- Tennis: Activitat iniciada l'abril-maig de 1919 a les pistes de Can Pons de Sarrià.[3]

## Serveis[4]
A banda de les extenses seccions esportives, el club ofereix una sèrie de serveis accessibles per tothom, no només socis. Aquests serveis inclouen SPA, aula d'estudi, restaurant, ludoteca i perruqueria.

## Palmarès
- Copa espanyola d'hoquei herba femenina:[5][6]
  - 1987-88, 2020-21
- Campionat de Catalunya d'hoquei herba femenina:[7]
  - 1978-79, 1980-81, 1981-82, 1985-86, 1986-87, 1990-91, 2013-14, 2017-18, 2018-19, 2019-20. 2020-21
- Campionat de Catalunya d'Aficionats de futbol:[8]
  - 1956, 1958

## Secció escènica
Una de les seccions més destacades del club ha estat la dedicada, amb l'objectiu d'obtenir ingressos per al club, al teatre i la música. Entre la seva fundació i els anys seixanta del segle XX no només va esdevenir una de les principals de l'entitat, sinó que va arribar a un nivell excepcional i a tenir un paper rellevant en la història de l'òpera a Catalunya.
La iniciativa d'una entitat esportiva de donar a conèixer obres musicals, especialment operístiques, al públic català ja constituïa una novetat, i en la seva realització, amb l'assessorament d'alguns músics professionals com Josep Sabater, s'aconseguiren resultats d'un nivell alt, lluny del que podria esperar-se d'un grup d'afeccionats. A més, se centraren a estrenar òperes poc habituals o inèdites en els escenaris de Barcelona, excel·lint de vegades històriques com l'estrena mundial de l'òpera Merlin d'Isaac Albéniz, o les actuacions que van fer-se en el marc del Congrés Internacional de Musicologia i de Música Contemporània, que va tenir lloc a Barcelona l'any 1936.
El principal promotor de les activitats escèniques del club fou Teodor Torné, metge i músic barceloní aficionat al teatre i la música. El secretari de l'entitat, Albert Jubierre, n'explica que Torner, en els seus viatges, mirava de cercar partitures d'òperes que no s'haguessin representat a Espanya, per fer-les amb el grup. Bona part dels socis eren grans aficionats a l'òpera, i alguns eren cantants professionals, amb la qual cosa podien treballar-les per a la seva representació. Hi col·laborava, en la direcció d'orquestra, Josep Sabater, titular de l'Orquestra del Gran Teatre del Liceu; quan aquest morí, el substituí Antoni Carbonell Costa, director de la Coral Polifònica del Col·legi de Metges, també formada per aficionats. En algunes representacions, també van col·laborar cantants professionals com Francesca Callao o Mirna Lacambra, i l'Orquestra Clàssica de Barcelona.
El seu fons documental (programes, enregistraments sonors, figurins de decorats i vestuari, etc.) va ser donat per membres de la junta a la Biblioteca de Catalunya, on es conserva.

### Obres representades
- I feroci romani, òpera en un acte de Mariano Vázquez. Paròdia de l'òpera seriosa del romanticisme, s'havia estrenat el 1866 al Teatro de la Zarzuela de Madrid i es feia per primer cop a Catalunya.
- Aida, paròdia de l'òpera de Giuseppe Verdi, Coliseu Pompeia (6 febrer 1931)
- Il barbiere di Siviglia, de Gioachino Rossini, Teatre Tívoli (11 abril 1932)
- La rondalla del tsar Saltan, de Nikolai Rimski-Kórsakov, Teatre Tívoli (8 maig 1933)
- La núvia venuda, de Bedřich Smetana, Teatre Tívoli (31 maig 1934)
- Il barbiere di Siviglia, de Giovanni Paisiello, Coliseum (24 maig 1935), primera representació a Barcelona des de 1888.
- Una cosa rara, de Vicent Martín i Soler, Teatre Tívoli (21 abril 1936), en la primera representació de l'obra d'ençà el segle xviii, en el marc del Congrés Internacional de Musicologia.
- Alcina, de Georg Friedrich Haendel, Teatre Tívoli (9 juny 1943), estrena de l'obra a Espanya
- El gall d'or, de Nikolai Rimski-Kórsakov, Teatre Tívoli (23 de novembre 1944 i 26 novembre 1945), estrena a Espanya
- El barber de Bagdad, de Peter Cornelius, Teatre Tívoli (6 de juny de 1847), estrena a Espanya
- Die Fledermaus, de Johann Strauss, Teatre Calderón (25 maig 1948). Estrena a Espanya.
- L'Amour des trois oranges, de Sergei Prokofiev, Teatre Tívoli (9 desembre 1949). Estrena a Espanya de l'òpera.
- Merlín, d'Isaac Albéniz, Teatre Tívoli. Estrena mundial de l'obra, tot i que en versió traduïda al castellà i abreviada.
- Czaar und Zimmermann, d'Albert Lortzing, Teatre Tívoli (19 desembre 1951), estrena a Espanya
- L'ivrogne corrigé, de Christoph Willibald Gluck; L'Heure espagnole, de Maurice Ravel; i I feroci romani, de Mariano Vázquez, Teatre Tívoli (1 juny 1953). Les dues primeres òperes s'estrenaven a Espanya.
- Svanda, el gaitero, de Jaromír Weinberger, Teatre Tívoli (29 novembre 1954)
- I quattro rusteghi d'Ermanno Wolf-Ferrari, Coliseum (1955). Estrena a Espanya.
- Il Ritorno di Don Pedro, Coliseum (desembre 1956), estrena a Espanya; el 1957 la van representar al Teatre Fortuny de Manresa. Obra formada per un recull de la música que Wolfgang Amadeus Mozart va compondre per a les seves òperes bufes L'oca del Cairo i Lo sposo deluso, ambdues inacabades i mai no representades. Hans Erismann (1911-), musicòleg i director d'orquestra suís, va comptar amb l'acció i els textos d'Oskar Wälterlin i Werner Gallusser en la versió alemanya i amb la participació d'Ettore Cella i Luigi Raimondo en la italiana per a completar aquesta nova obra, que es va representar l'any 1955 al Palau de Schönbrunn de Viena.
- Die Kluge i Carmina Burana, de Carl Orff, Gran Teatre del Liceu (12 abril 1958), estrena a Espanya de la primera obra.
- La dama boba, d'Ermanno Wolf-Ferrari, Palau de Congressos de la Fira de Barcelona (1964, amb motiu del quart centenari del naixement de Lope de Vega, autor de l'obra en què es basa l'òpera). Estrena a Espanya.
- Il mondo della luna, de Franz Joseph Haydn, Palau de Congressos de Barcelona (14 maig 1964 i 19 maig 1967), estrena a Espanya.
- Cançons amoroses i Noves cançons amoroses, de Johannes Brahms, Col·legi d'Advocats de Barcelona (7 juny 1967)
- Doktor und Apotheker, de Carl Ditters von Dittersdorf, Palau de la Música Catalana. (6 novembre 1969), estrena a Espanya.[1]